# Mora (loja)
Mora (モーラ, mōra) é uma loja online de músicas e vídeos para o mercado japonês. Ela é integrada na versão japonesa do software SonicStage pertencente a Sony. As músicas são distribuídas primariamente no formato ATRAC3 da Sony com OpenMG DRM, embora algumas músicas sejam agora oferecidas no formato Windows Media e os vídeos são oferecidos exlcusivamente em WMV.
Mora é operada pela Label Gate Co., Ltda., um empreendimento conjunto formado por 17 gravadoras japonesas, incluindo a  Sony Music Entertainment Japan, Avex Group, e Universal Music Japan.

## Preço
O preço de músicas individuais vendidas na Mora variam entre ￥150 e ￥210, dependendo de uma variedade de fatores, incluindo a popularidade de trilha e sua idade. A maioria dos vídeos custa aproximadamente ￥400.
Comprando um álbum inteiro, tipicamente resultará num custo menor por cada música. Por exemplo, o álbum ULTRA BLUE da cantora Utada Hikaru está disponível por ￥2000.  Comprando as músicas individualmente custaria ￥2600.

## DRM
Múscas compradas da Mora são encodadas no formato ATRAC3 e utilizam o OpenMG DRM. A maioria das músicas podem ser granadas em um CD ou tranferidas para um dispositivo de armazenamento portatil por um determinado número de vezes. Porém, recentemente muitas gravadoras restringiram a capacidade de gravar suas trilhas em um CD. Por exemplo, o single A Perfect Sky da Bonnie Pink pode ser transferido até 3 vezes para dispositivos portáteis e gravada em CD até 10 vezes.

## Disponibilidade fora do Japão
Usuários fora do Japão podem acessar o site da Mora, seus softwares e ouvir previews de músicas, mas geralmente não podem comprar músicas.
Antes de 2006, Mora usava um filtro de IP, poríbindo usuários de fora do Japão de comprar músicas através do site. Isto poderia ser burlado utilizando um endereço de proxy com um IP permitido.
Desdo começo de 2006, Mora implementou uma nova maneira de impedir usuários de fora do Japão de comprar na Mora, na qual rejeita cartões de crédito que não estejam vinculados a um banco japonês, independentemente do IP do usuário, embora o filtro de IP continue ativo. Até este momento, não foi descoberta alguma maneira de comprar na Mora utilizando um cartão de crédito emitido fora do Japão.
Métodos de comprar na Mora sem utilizar um cartão de crédito emitido no Japão existem, mas estão longe do ideal. Estes tipicamente envolvem alguém no Japão comprar um pré-pago WebMoney ou Mora music card e então usar este cartão como pagamento no lugar de um cartão de crédito.

## mora win
mora win (モーラ ウィン, mōra win) é outra music store operada pela mesma companhia. Ela está utilizando o codec Windows Media Audio e encriptação Windows Media DRM, e é integrada na versão do Microsoft Windows Media Player 11 como "loja recomendada".

## Ligações Externas
- Site da Mora
- Site da mora win